# Żydowskie Gimnazjum Żeńskie Zinaidy Chwolesowej

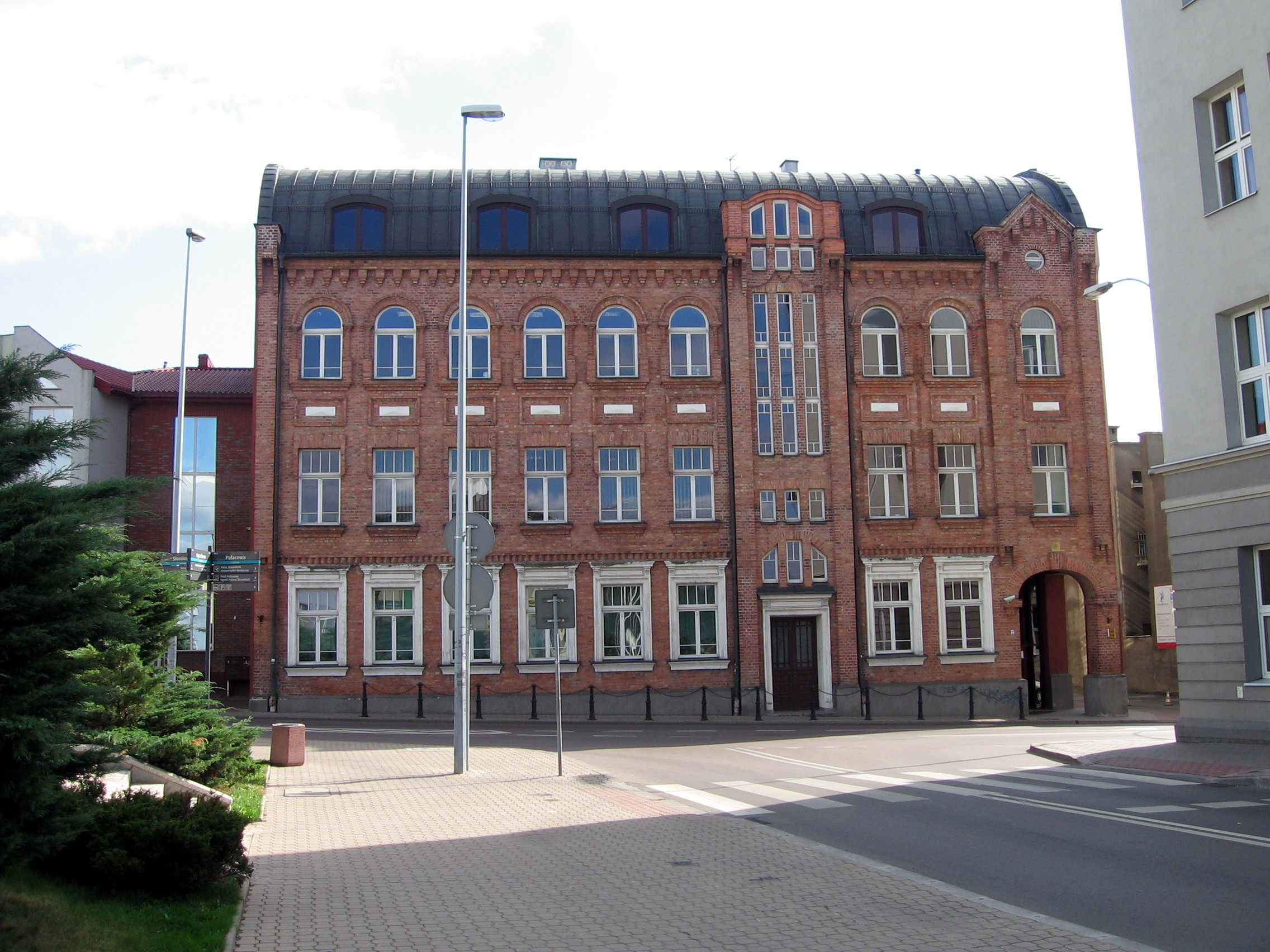
Dawny budynek szkoły przy Pałacowej 3

Żydowskie Gimnazjum Żeńskie Zinaidy Chwolesowej – szkoła dla dziewcząt założona w 1911 roku w Białymstoku.

## Historia
Początkowo gimnazjum działało przy ul. Fabrycznej (w domu należącym do rodziny Tryllingów). W 1913 roku zostało przeniesione do budynku Chwolesów przy ul. Pałacowej 3. Zostało zamknięte po I wojnie światowej. W budynku gimnazjum otworzono szkołę dla dzieci polskich i żydowskich. Obecnie znajduje się w nim Podlaski Oddział NFZ.
Budynek Żydowskiego Gimnazjum Żeńskiego Zinaidy Chwolesowej jest jednym z punktów otwartego w czerwcu 2008 r. Szlaku Dziedzictwa Żydowskiego w Białymstoku opracowanego przez grupę doktorantów i studentów UwB – wolontariuszy Fundacji Uniwersytetu w Białymstoku.
Obiekt wpisany jest do rejestru zabytków pod numerem A-364z 26.01.1988.